# Fidel de Mèrida
|  | Per a altres significats, vegeu «Fidel de Sigmaringen». |

Fidel de Mèrida fou bisbe de Mèrida (Badajoz) entre 560 i 571. És venerat com a sant per diverses confessions cristianes com un dels Sants Pares de Mèrida.

## Biografia
Fidel era un jove mercader d'origen grec. Visitant Mèrida amb uns mercaders grecs, va conèixer el bisbe Pau de Mèrida, també grec, i en parlar amb ell van saber que Fidel era fill d'una germana de Pau, cosa que no coneixien. Va triar fer vida religiosa i es va fer prevere i estudià teologia i lletres sagrades. A la mort de Pau fou nomenat bisbe de la ciutat. Va fer restaurar la basílica de Santa Ierusalem, que dedicà a Santa Maria i convertí en catedral, i edificà el palau episcopal.
Va destacar per la seva caritat i humilitat. Morí cap al 571 i fou succeït per Massona de Mèrida, que el va fer sebollir amb el seu oncle a la catedral. Pau el Diaca en parla a les Vides dels pares de Mèrida (570).